# Бринський Василь Михайлович
Бри́нський Васи́ль Миха́йлович (Псевдо:«Блакитний»; 25 квітня 1896, с. Долина, Тлумацький повіт — 5 травня 1945, біля с. Живачів, Тлумацький район, Івано-Франківська область) — сотник УГА, полковник УПА.

## Життєпис
Закінчив Тлумацьку гімназію. В першу світову війну мобілізований до австрійської армії, де отримав звання підстаршини, був командиром обслуги гармати. На італійському фронті попав у полон, після звільнення пішов четарем в УГА, підвищений у званні до сотника. 
Після війни повернувся в рідне село, одружився, розбудовував мережу товариства «Луг». Член ОУН з початку 1930-х років. 
Під час німецької окупації — член окружного проводу ОУН, заступник військового референта Станиславівської округи. Восени 1943 року провів вишкіл молоді біля Яремча, неподалік гори Щівки, а в 1944 р. в Чорному лісі та в Карпатах на горі Малиновище — вишкіл новостворених сотень УПА. 
Керував успішним штурмом Тлумача 20 грудня 1944 року зі звільненням в’язнів. Його групу оточили в урочищі «Данчиця», прикривав відхід побратимів до останнього набою, якого залишив для себе. Похований на цвинтарі в рідному селі.

## Вшанування пам'яті
- В рідному селі на його честь встановлено пам'ятник.[1]